# Fanzara
Fanzara es un municipio de la provincia de Castellón perteneciente a la Comunidad Valenciana, España. Está situado en la comarca del Alto Mijares, y pertenece a la Mancomunidad Espadán-Mijares. Cuenta con una población de 297 habitantes (INE 2024).

## Geografía
El núcleo urbano se encuentra en un valle a los pies del río Mijares y se halla a una altitud de 239 m s. n. m. Gran parte de su término se halla poblado de grandes extensiones de bosque en donde las especies predominantes son los pinos y las encinas. Así, 3140 ha del término municipal están ocupadas por extensiones boscosas y tan solo 169 por superficies de cultivos.
El relieve sea lo suficientemente angosto como para tener una clara influencia en el paisaje que se puede observar en la localidad, aunque lo que más ha impactado en el paisaje fueron los fuertes incendios producidos en las décadas de los 80 y 90.
Pese a situarse en una zona de interior, las alturas medias no son excesivamente importantes y la influencia del cercano mar Mediterráneo provocan que en Fanzara se disfrute de un clima muy agradable.
Desde Castellón de la Plana se accede a esta localidad a través de la CV-20 tomando luego la CV-194.

### Localidades limítrofes

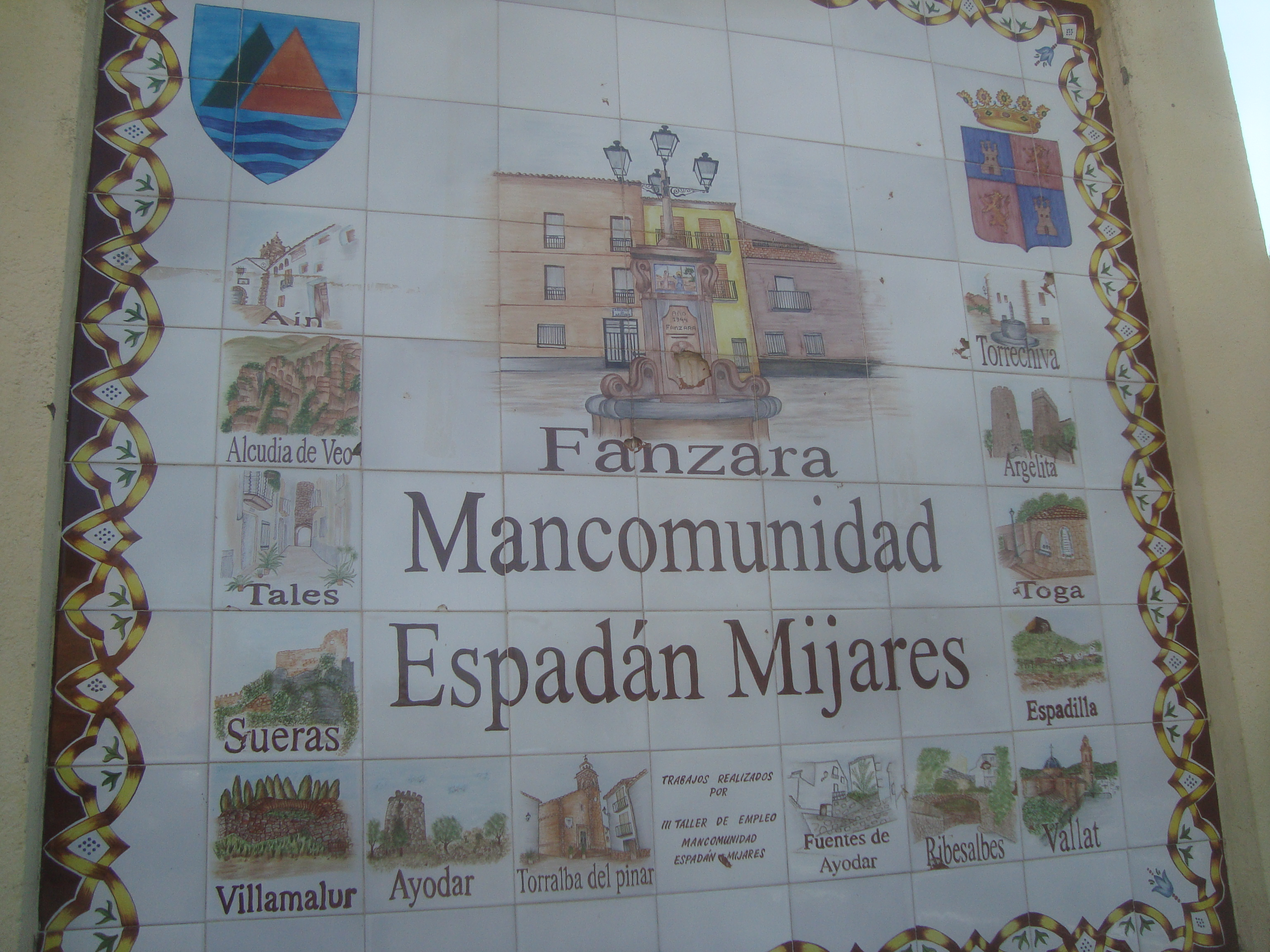
Fanzara, mural cerámico de la Mancomunidad Espadán-Mijares (Castellón, España)

Argelita, Vallat, Espadilla, Ayódar, Sueras, Tales, Onda, Ribesalbes, Alcora y Lucena del Cid, todas de la provincia de Castellón.

## Historia
En el término municipal se han encontrado restos de poblamientos íberos y romanos que delatan una ocupación temprana de la zona. No obstante, el origen de la población se corresponde con la época de dominación musulmana. En el año 1259, después de su conquista, el rey Jaime I de Aragón la donó a su esposa Teresa Gil de Vidaure y a su hijo Pedro.

## Demografía
Fanzara cuenta con una población de 297 habitantes (INE 2024).
| Gráfica de evolución demográfica de Fanzara entre 1842 y 2021                                                       |
| |
| Población de derecho según los censos de población del INE Población de hecho según los censos de población del INE |

### Idioma
La población de Fanzara es principalmente de lengua castellana, aunque su cercanía a otras poblaciones valencianohablantes, como Onda o Ribesalbes, hace que sea una tierra de frontera lingüística. Pertenece a los municipios y comarcas de la Comunidad Valenciana de predominio lingüístico castellano, tal como lo define el Estatuto de Autonomía de la Comunidad Valenciana de 2006 así como el anterior de 1982.

## Economía

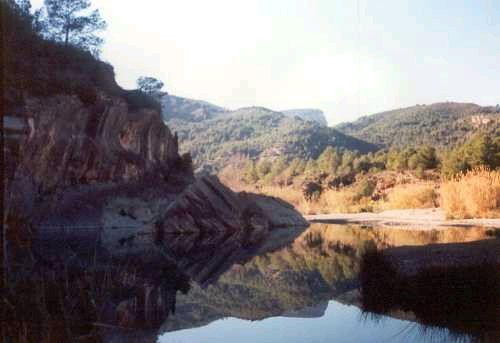
Entorno natural

La agricultura, tiempo atrás, fue casi exclusivamente de secano y los campos se ubicaban en el clásico abancalamiento en terrazas, aunque hoy en día gran parte de ellos están abandonados. También existen cultivos de regadío, particularmente cítricos, en la parte más baja del pueblo, junto al río Mijares.
Gran parte de la población se desplaza para trabajar en la industria cerámica de Onda y otros municipios de la comarca, por lo que la agricultura ha pasado a tener un papel claramente secundario.

## Administración y política
| Periodo   | Nombre                    | Partido   |
| --------- | ------------------------- | --------- |
| 1979-1983 | Josep Mezquita Andrés     | UCD       |
| 1983-1987 | Josep Mezquita Andrés     | AP        |
| 1987-1991 | Josep Mezquita Andrés     | AP / PP   |
| 1991-1995 | José Centelles Gustems    | UV        |
| 1995-1999 | José Centelles Gustems    | PP        |
| 1999-2003 | José Centelles Gustems    | PP        |
| 2003-2007 | José Centelles Gustems    | PP        |
| 2007-2011 | José Centelles Gustems    | PP        |
| 2011-2015 | Roberto Salisa Castillo   | PSPV-PSOE |
| 2015-2019 | Ana María Pastor Martínez | PSPV-PSOE |
| 2019-2023 | María Luz Ortells Gas     | PSPV-PSOE |
| 2023-act. | Marc Diago Feliu          | PP        |

## Cultura
Desde 2014, por iniciativa de un grupo de vecinos, cuenta con el Museo Inacabado de Arte Urbano MIAU, un museo al aire libre reconocido internacionalmente en el que los habitantes ofrecen sus fachadas a artistas de toda España con los que conviven y colaboran en la organización del evento. Este proyecto social de convivencia a través del arte recibe cada año en el mes de julio tanto a artistas desconocidos como de renombre, y si bien los murales son los protagonistas, también están presentes disciplinas como escultura, performance, vídeo, danza, música y la formación a través de los talleres.

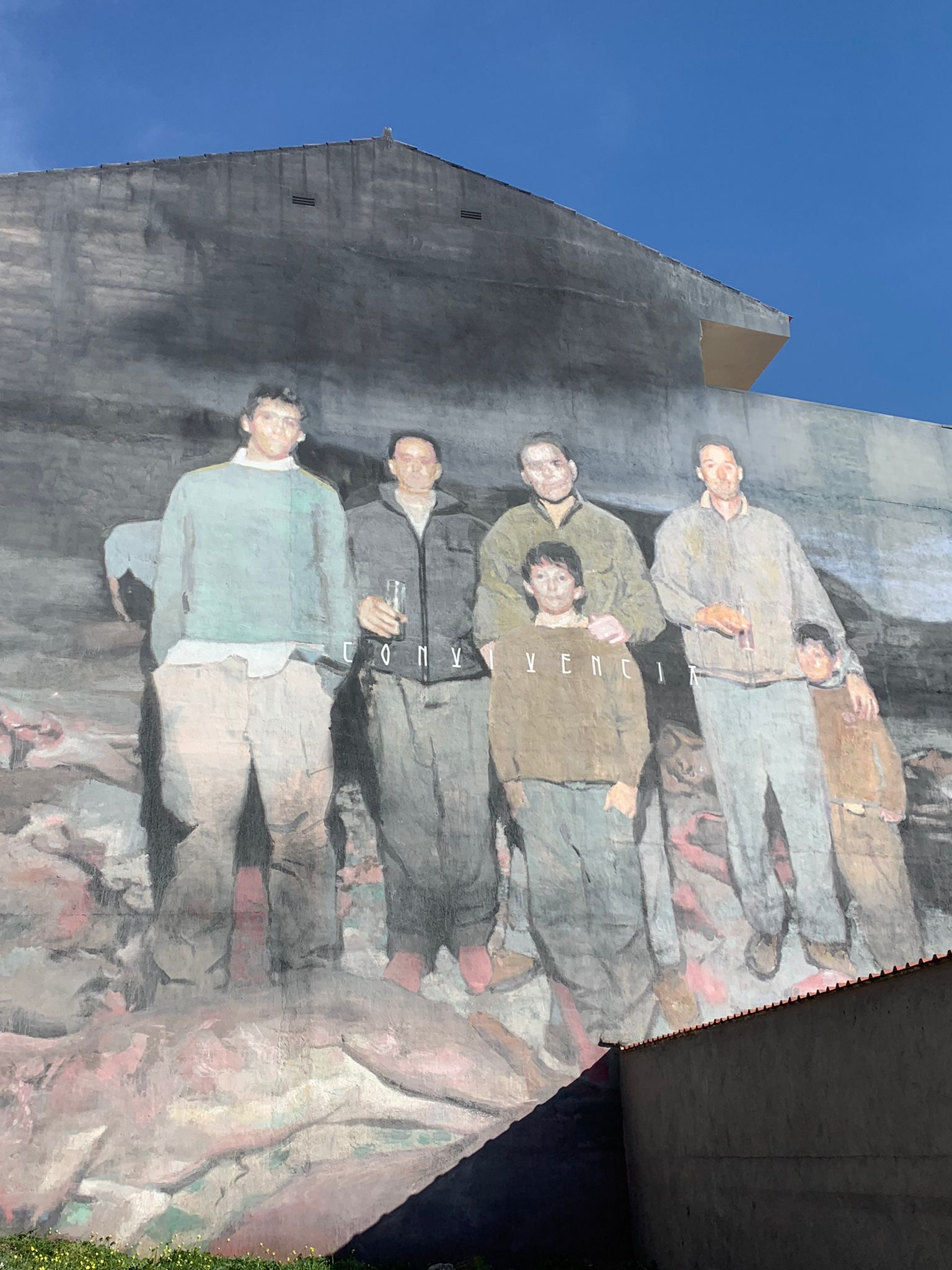
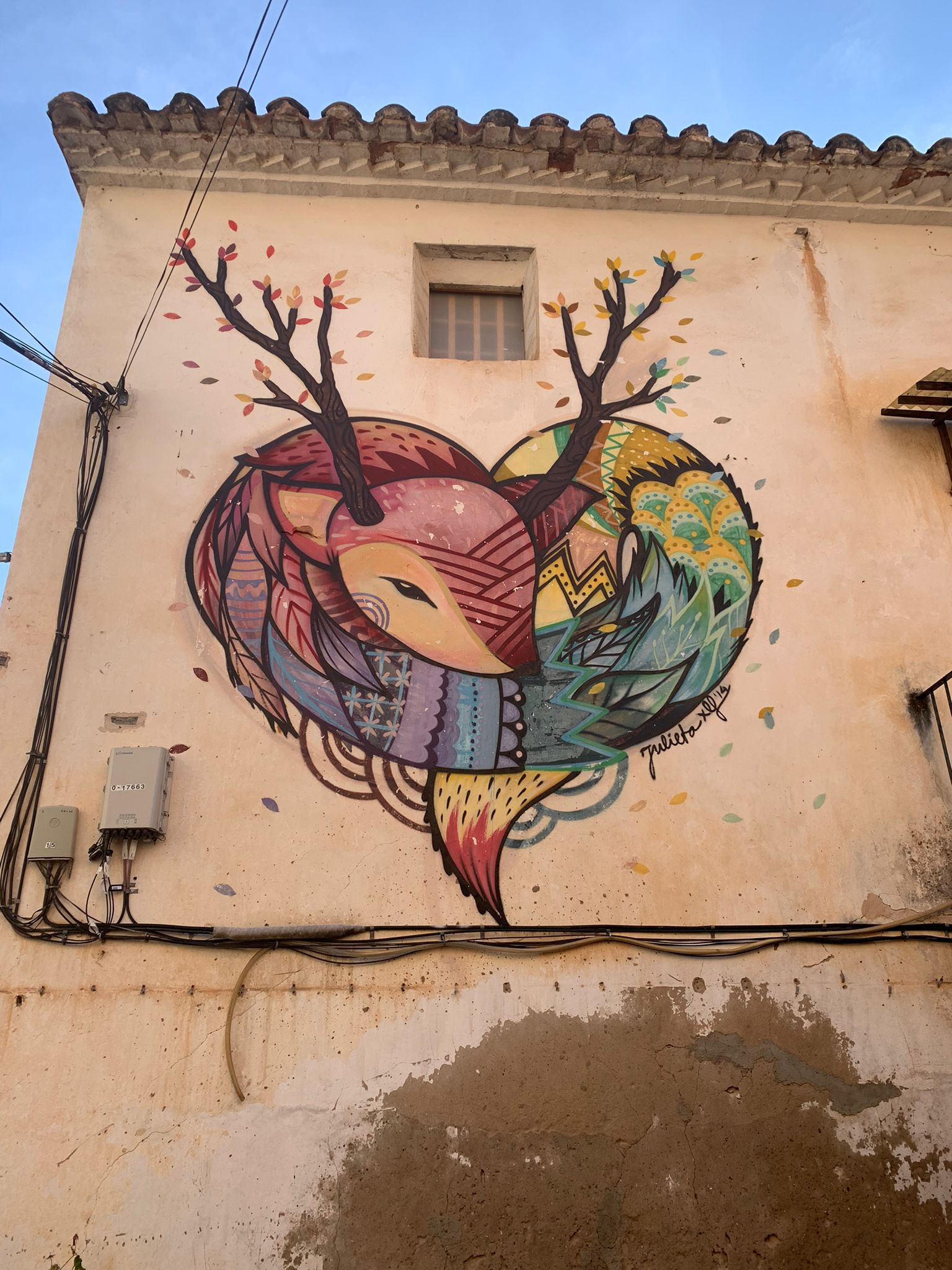
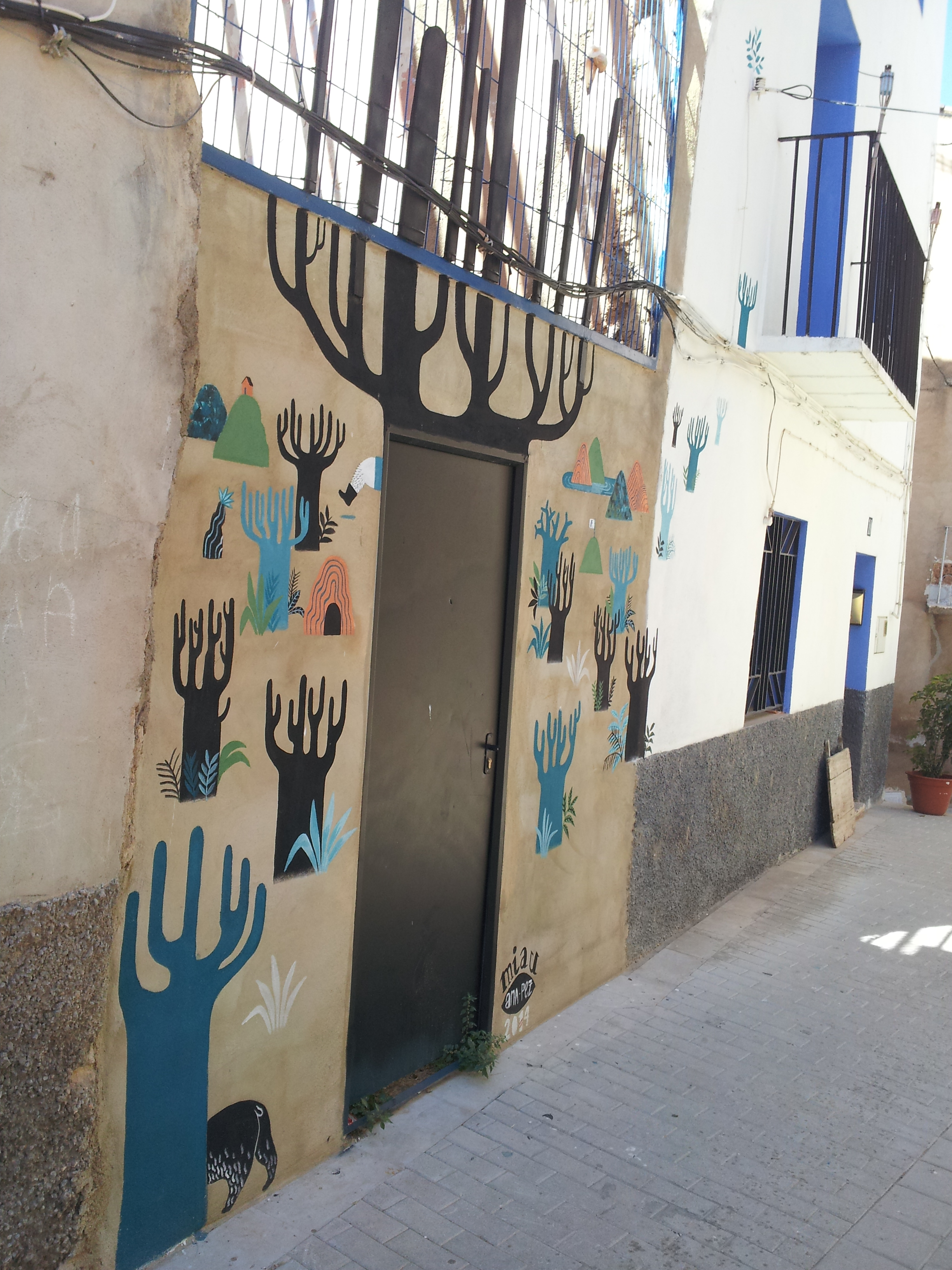
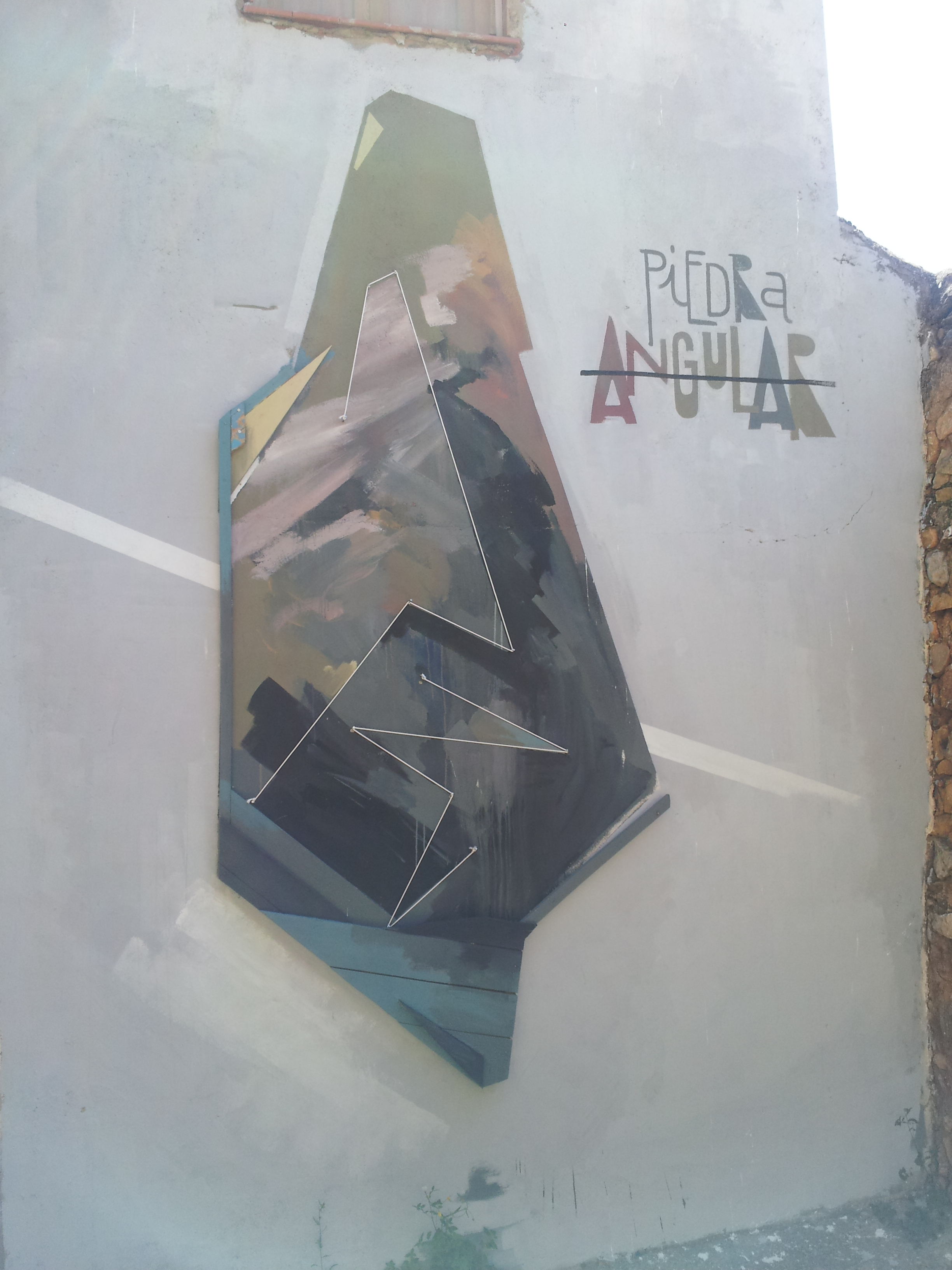
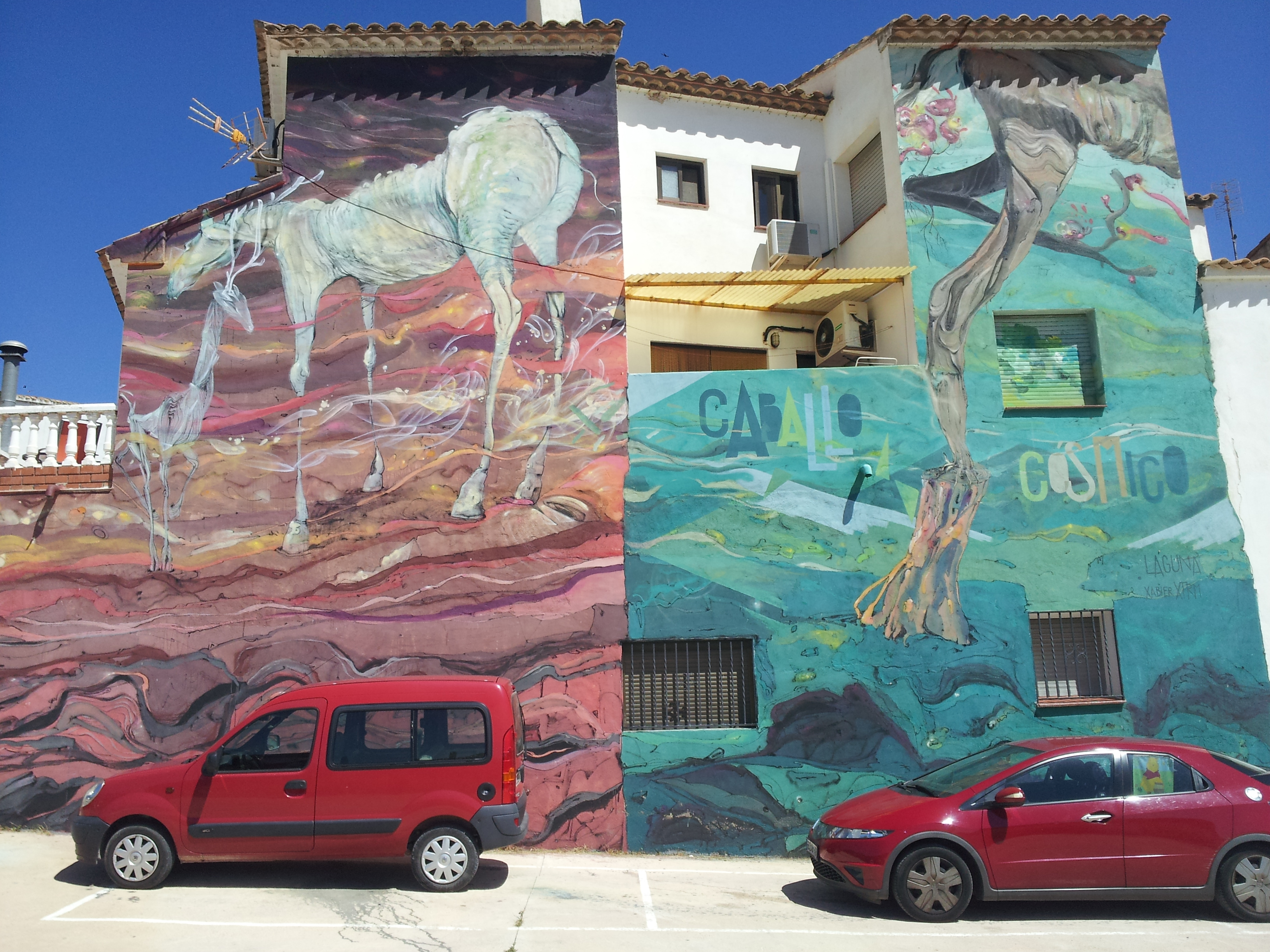
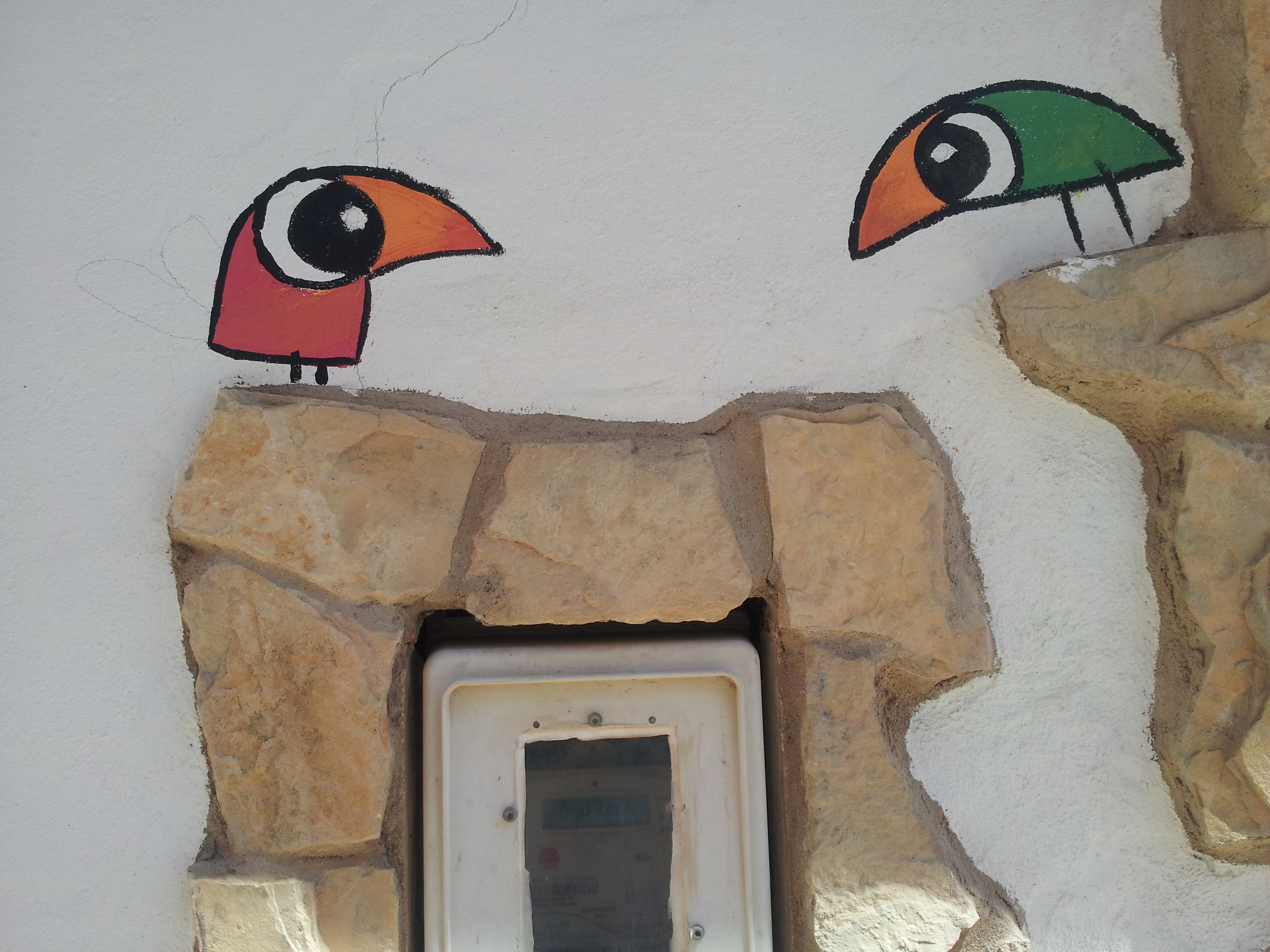

## Patrimonio

### Religioso

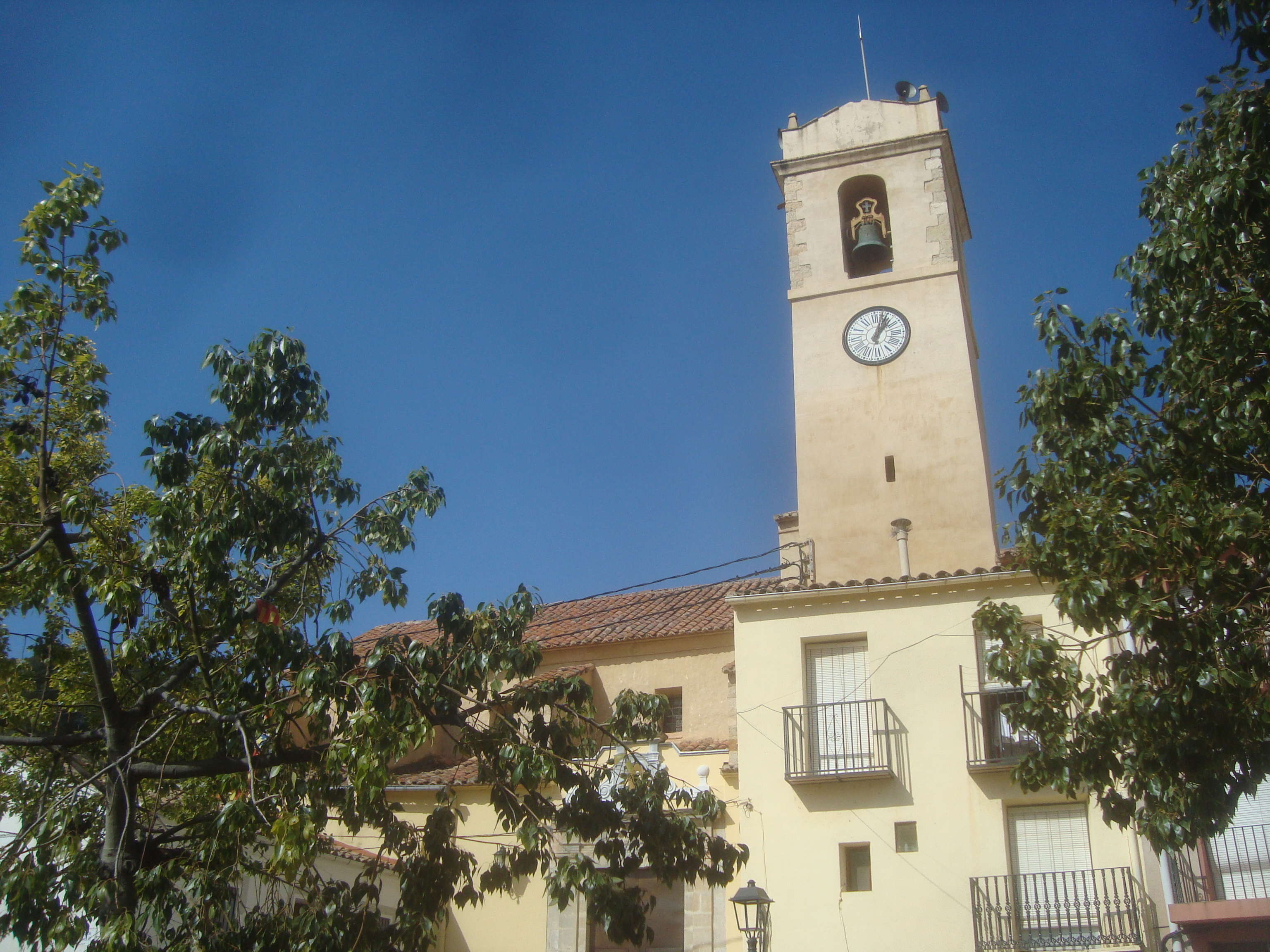
Campanario de Fanzara (Castellón, España).

- Campanario de Fanzara (Castellón, España).Iglesia de Nuestra Señora de la Asunción. Construida en el siglo XVII. Es de estilo herreriano o escurialense en los elementos arquitectónicos y barroco en cuanto a los decorativos. Presenta una interesante decoración en pintura en su interior.
- Ermita del Santo Sepulcro. Se encuentra levantada sobre una colina que domina todo el pueblo.

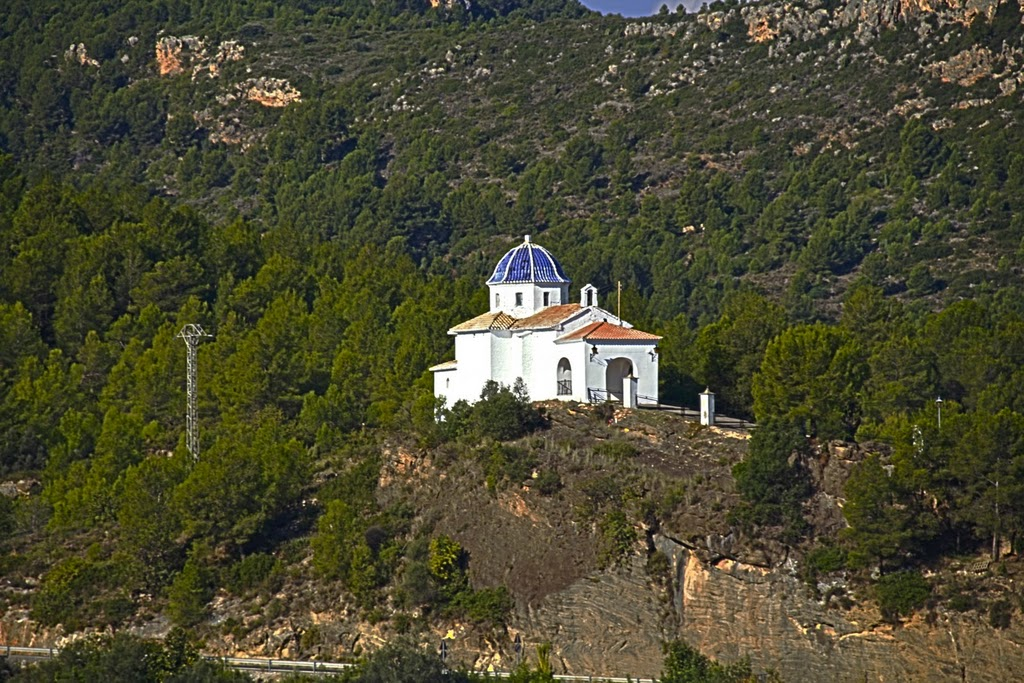
Ermita del Santo Sepulcro

### Civil
- Castillo de Fanzara. Se ubica en lo alto de una colina del río Mijares de difícil acceso, a 5 km de la población en el kilómetro 8,5 de la carretera que une Onda y Fanzara. El castillo es de reducidas dimensiones y se encuentra en estado de ruina, no queda nada del recinto superior. Construido por los árabes en el siglo XIII, es de planta irregular dispersa con forma alargada y estrecha, adaptándose a la cima en la que se encuentra. Presenta varios recintos con diferentes niveles. En el recinto inferior es posible observar las bases de dos plantas cuadradas que aseguraban la muralla. Todavía es posible ver diferentes lienzos de murallas y la base de la torre principal. Las defensas se dirigen hacia la carretera por ser el lugar más indefenso. En el perímetro del castillo se han encontrado restos del Bronce Medio, ibéricos y naturalmente islámicos. La fortaleza musulmana, perteneciente al señorío de Abuceit, fue cedida por Jaime I su hijo Pedro, en 1259. En 1272 lo heredó otro hijo, Jaime de Jérica. Pasados los tiempos perteneció a la Casa de Segorbe, en 1417.

Actualmente propiedad de la familia Gómez Centelles (conocida como "los negricos"). 
- Cueva del Tío Evaristo. Edificación de piedra seca, de base circular y cúpula de piedra seca. Situada a 20 min del núcleo urbano, en la partida del arbolaje.
- Poblado de Cantalobos. Ruinas de un poblado de finales de la Edad del Bronce, es decir, entre los siglos VII y VI a. C. El poblado se halla a caballo de los municipios de Fanzara y Sueras. Ocupa la cima amesetada de una colina de forma aquillada. En las laderas de la colina, además de restos cerámicos, se aprecian numerosas piedras de tamaño mediano y grande que, sin duda, formaron parte de las estructuras defensivas y de hábitat del poblado.
- Ruinas de la Alcudia. Antiguo asentamiento morisco abandonado con próximo cementerio, a unos 500 m del mismo. Situado detrás de la piedra de la Alcudia, frente a la huerta "el hojal del olmo". Datación desconocida y hechos históricos no recopilados hasta la fecha.
- Ruinas de la Lleuxa (los casales). Antiguo poblado morisco abandonado. De su disposición espacial quedan todavía numerosos restos, tanto en lo relativo a las estructuras constructivas como en lo referente a los materiales arqueológicos. Estas estructuras nos muestran hoy el importante tamaño que debió tener este poblado rural. No se ha podido datar con exactitud la fecha del asentamiento.

## Lugarés de interés

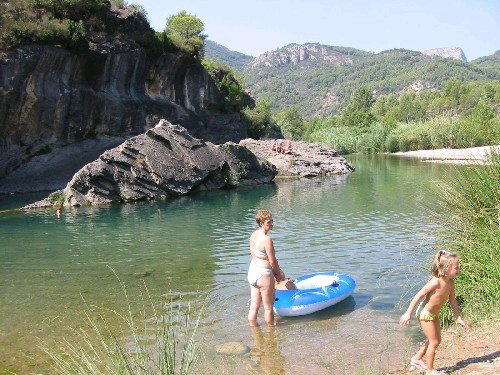
Río Mijares

- Río Mijares. La existencia de un curso de agua transparente, sin contaminación y constante a lo largo de todo el año que atraviesa todo el término municipal confiere a este municipio un atractivo especial por dotar de mayor riqueza y diversidad al entorno natural. En el entorno del río hay que destacar algunos atractivos como la piscina natural en la zona recreativa del Molino Bota.
- Cueva de la Muela. Magnífica cavidad fruto de la erosión natural en el terreno calcáreo. La cueva muestra restos de haber sido utilizada como refugio natural a lo largo de los siglos. Debido a la climatología, sufrió un derrumbe que impide penetrar más allá de un primer tramo. Aun así son numerosos espeleólogos que la han estudiado. Fue descubierta por un vecino de Onda durante el desmonte de una pista forestal. Alcanza una profundidad de -223 m.
- Sima del Cabezo. Ésta es otra cavidad que bien merece una visita por sus fenómenos kársticos. Posee un pozo al volado de unos 100 m y bloques que son bestiales. En la última exploración se utilizaron más de 1600 m de cuerda.
- Casa rural El Castellet. El Castellet está situado en el antiguo cuartel de la Guardia Civil, cerrado a comienzos de la década de los noventa y ahora transformado en alojamiento rural, tras una minuciosa rehabilitación del inmueble.
- Sima del Turio. Bestial sima que llega a 179 m de profundidad, aunque no es la única cavidad que se localiza en su cima, puesto que existen otros avencs más. Se cuenta que allí había un sofá en la cota de -120 m, donde pasan los espeleólogos fines de semana enteros.

En el término municipal de Fanzara se encuentran numerosas fuentes como son las de la Alcudia, del Turio, del Canónigo, de la Masía de la Plaza, del Cantón, Plaza Mártires y la del Algible (conocida como "la algup").

## Fiestas
- San Antón. Se celebra el 17 de enero en honor de san Antonio Abad, patrón de los animales. La fiesta comienza con la bendición de los animales y el desarrollo de una carrera de caballos que sortean las diferentes hogueras que se prenden en varios puntos del pueblo. Esta carrera, denominada "matxà", va encabezada por un jinete que porta durante el recorrido el estandarte del santo. Al finalizar la carrera, se reparte un "porrat" de vino y frutos secos, junto a los típicos rollos bendecidos.
- Fiesta de los penitentes (también llamada El Salvador de Fanzara). Se celebra el primer viernes de abril y rememora el encuentro de una imagen del Santísimo Salvador hallada en el límite de los términos de Faznara y Onda. Cuenta la tradición que al verse la imagen en el límite de los pueblos, no se pusieron de acuerdo a quién pertenecía, por lo que la imagen estuvo a la intemperie una noche más. Velada en la que, supuestamente se produjo el milagro y la imagen amaneció de cara a Onda, como en signo de voluntad de pertenecer a este municipio. Sin embargo, en símbolo de buena voluntad, los ondenses ceden durante un día la ermita para celebrar la fiesta de los penitentes que acuden en romería rememorando el hallazgo.
- Fiesta del Corazón de Jesús. Festejo religioso que se celebra entre los meses de junio y julio y está organizado por la Cofradía del Sagrado Corazón de Jesús, entidad religiosa popular a la que pertenecen las mujeres casadas del pueblo.
- Fiestas Patronales. En honor al Santo Sepulcro, la Virgen de Montserrat y San Roque, se celebran el segundo domingo de octubre. Su origen arranca en la tradición de dar las gracias a los patronos al finalizar la recolección de las cosechas estivales. Durante los festejos son típicos los toros de calle, las comidas de hermandad y las verbenas. El domingo festivo se celebran la misa y los actos en honor de san Roque, el lunes, se dedica al homenaje a la Virgen de Montserrat y el momento grande de la fiesta se vive en martes festivo, que está dedicado al Santo Sepulcro. Durante este día se celebra una misa mayor en honor al santo y concluye la jornada una solemne procesión hasta la Ermita con el traslado de la imagen por costaleros tras recorrer con la participación de todo el pueblo, las principales calles del municipio.

## Gastronomía

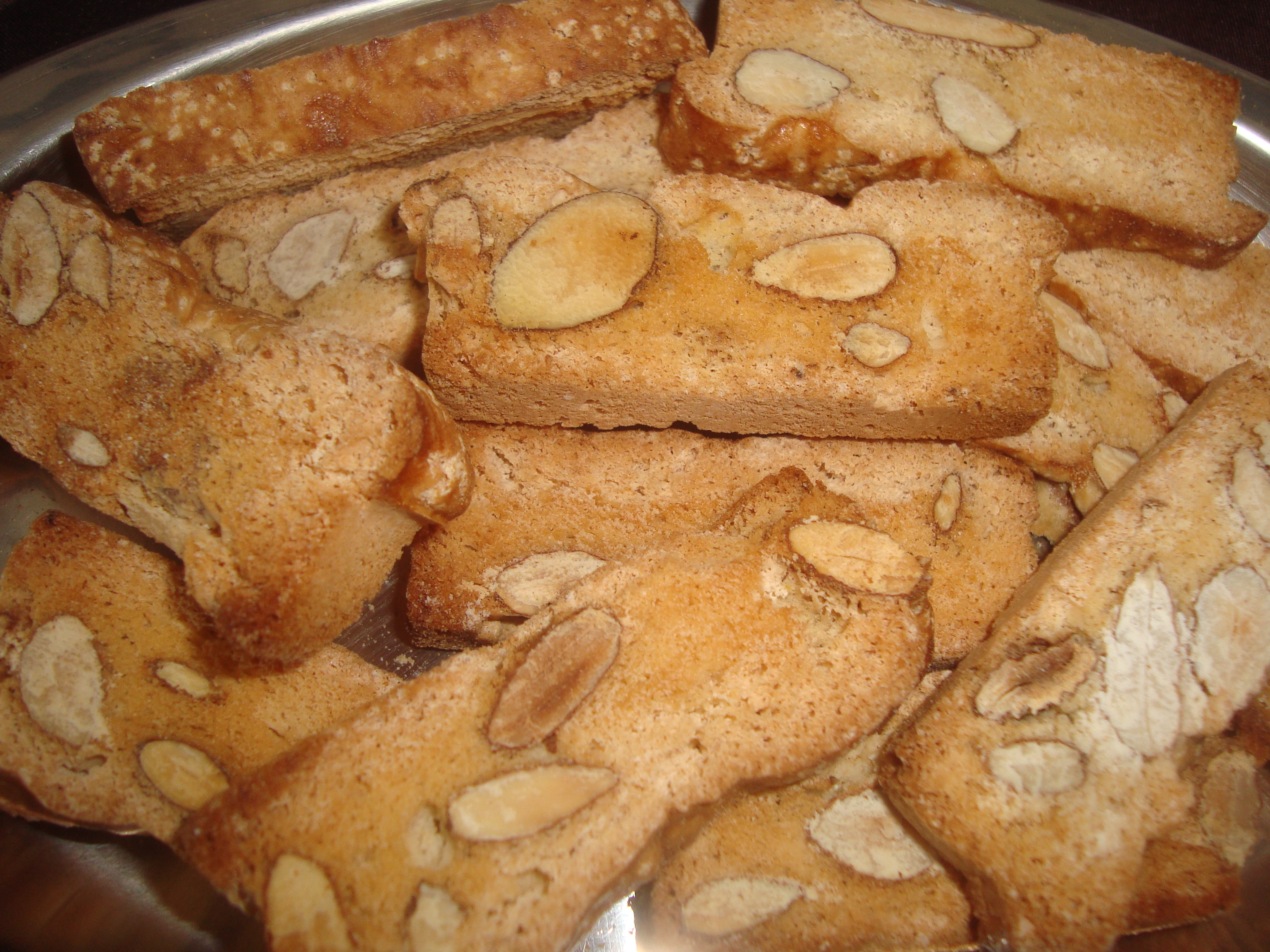
Rosegons, pasta dulce tradicional (Castellón).

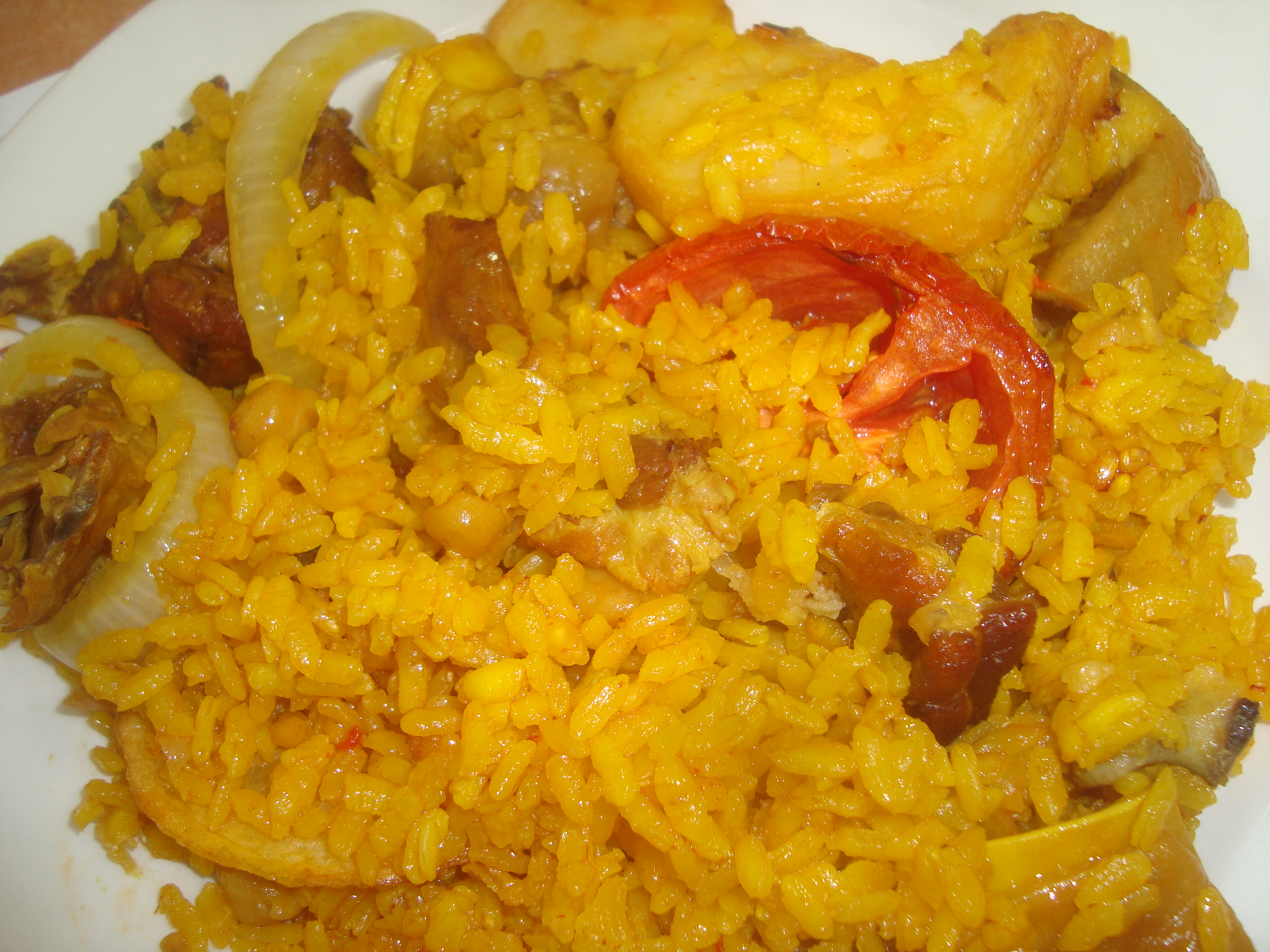
Arroz al horno (Castellón).

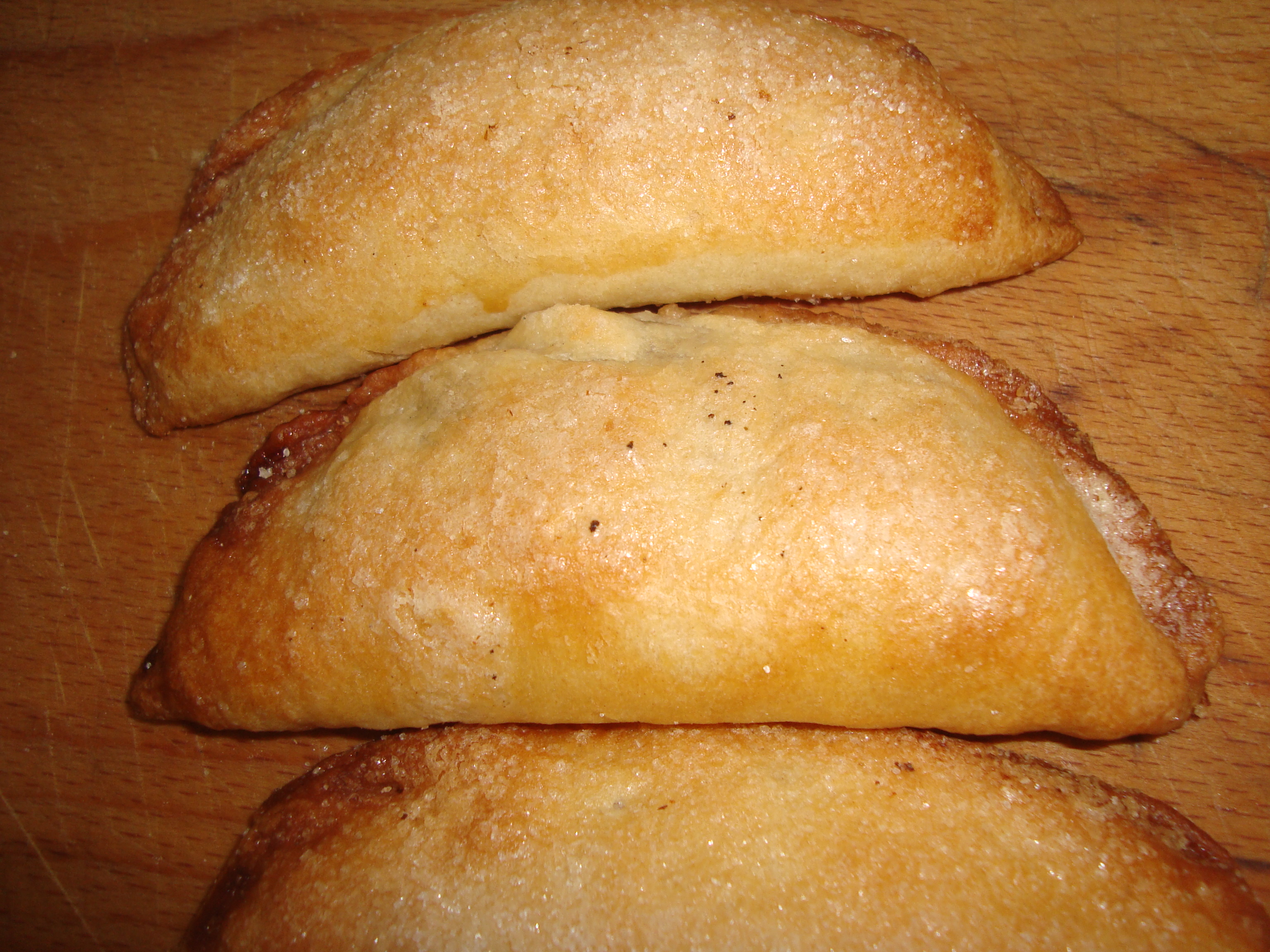
"Pastizos".

Olla de col, cardos u otras verduras, típico plato del interior castellonense. Paella de conejo y pollo, típica paella valenciana de interior. Otros platos son: la carne asada con aceite, embutido casero y el arroz al horno.
Entre los postres típicos de Fanzara destacan las magdalenas, las clarisas, los "rosegons" o "rosigones", la torta de almendra y los "pastizos" de confitura de boniato y de cabello de ángel (estos últimos se cocinan en Navidad).